# Homma Isao
Isao Homma (sinh ngày 19 tháng 4 năm 1981) là một cầu thủ bóng đá người Nhật Bản.

## Sự nghiệp câu lạc bộ
Isao Homma đã từng chơi cho Albirex Niigata và Tochigi SC.